# كريستينا بانيكوفا
كريستينا بانيكوفا (مواليد 15 يونيو 1991) هي لاعبة كرة قدم إستونية، تلعب دور المهاجم لفريق "Naiste Meistriliiga" نادي بارنو ومنتخب استونيا.